# Джозеф Гершер
Джозеф Гершер (англ. Joseph Herscher, нар. 14 січня 1985, Нью-Йорк) — відомий YouTube-блогер, завдяки своєму каналу «Машини Джозефа» (англ. Joseph's Machines). Гершер — кінетичний художник, який спеціалізується на виготовленні комічних машин ланцюгової реакції. Він зробив свою першу машину, машину Lolly, коли йому було п'ять років.

## Біографія
Джозеф народився в Нью-Йорку, виріс у Веллінгтоні, Нова Зеландія, і зараз живе в Нью-Йорку, де продовжує створювати свої ексцентричні машини. Він також є публічним спікером. Джозеф створив і знявся у комедійному вебсеріалі «Машини Дживі» [Архівовано 8 листопада 2020 у Wayback Machine.] 2015 року. У липні 2019 року він запустив нову вебсерію «Яка твоя проблема?», яка створена спільно з Gemma Gracewood та зроблена компанією Augusto Entertainment.
Багато пристроїв Гершера називають машинами Руба Голберга.